# Marvin Goericke
Marvin Goericke (* 1991 in Berlin) ist ein deutscher Orientierungsläufer.
Bei den Deutschen Orientierungslaufmeisterschaften 2012 über die Mitteldistanz bei Bernried (Niederbayern) belegte Marvin Goericke den 48. Platz. Nach Teilnahme an Orientierungsläufen in Belgien, Portugal und Polen gelang ihm bei den Deutschen Orientierungslaufmeisterschaften 2013 in Altenberg (Erzgebirge), ebenfalls über die Mitteldistanz, eine Verbesserung auf den 25. Platz. Schließlich folgte bei den Deutschen Orientierungslaufmeisterschaften 2015 in Freiberg als erster Wettkampf des Jahres 2015 der Deutsche Meistertitel im Sprint. Bei den Deutschen Orientierungslaufmeisterschaften 2019 im Sprint in Annaberg-Buchholz wurde Marvin Goericke erneut deutscher Meister.
Marvin Goericke nahm jeweils im Sprint und der Sprint-Staffel teil an den Orientierungslauf-Europameisterschaften 2016 im tschechischen Jeseník (auch über die Langdistanz), den Orientierungslauf-Europameisterschaften 2018 im schweizerischen Tessin sowie den Orientierungslauf-Weltmeisterschaften 2016 im schwedischen Strömstad, den Orientierungslauf-Weltmeisterschaften 2017 im estnischen Tartu und den Orientierungslauf-Weltmeisterschaften 2018 im lettischen Riga. In der Einzelwertung des Sprints gelang es ihm nicht, sich für die Finalläufe zu qualifizieren, beste Resultate mit der Sprint-Staffel waren ein 13. Platz bei der EM 2016 und ein 17. Platz bei der WM 2016.
Bei Laufwettbewerben lief Marvin Goericke unter anderem 2016 auf den zweiten Platz beim Halbmarathon des Kassel-Marathons (1:13:12 h), gewann 2018 den 2. Lauf der Barnimer Winterlaufserie (11 km, 39:34 min) und erreichte einen zweiten Platz beim Friedrich-Ludwig-Jahn-Lauf (3,6 km, 12:01 min). 2019 gelangen ihm ein zweiter Platz beim Pankower Pfannkuchenlauf (6,5 km, 22:04 min), ein dritter Platz beim SachsenTrail (34,4 km, 2:59:09 h, 910 Höhenmeter), ein Sieg beim TrailRun Berlin (18,5 km, 1:13:01 h) und ein vierter Platz beim Aachener Silvesterlauf über 10,3 km (34:15 min) sowie 2020 ein elfter Platz beim Ratinger Neujahrslauf über 10 km (34:58 min).